# Western United FC
A Western United Football Club egy 2017-ben alapított ausztrál labdarúgócsapat, melynek székhelye Victoria államban, Melbourne külvárosában Truganinában található. A klub célja hogy képviselje a Melbourne-től nyugatra fekvő városokat és falvakat.

## Sikerei
- A-League rájátszás: 1

2022

## Jelenlegi keret
2022. augusztus 24-i állapotnak megfelelően.
| #  |     | Poszt | Név                    |
| -- | --- | ----- | ---------------------- |
| 1  | ENG | K     | Jamie Young            |
| 4  | SUI | V     | Léo Lacroix            |
| 5  | AUS | V     | Dylan Pierias          |
| 6  | JPN | V     | Imai Tomoki            |
| 7  | MLI | KP    | Tongo Doumbia          |
| 8  | AUS | CS    | Lachlan Wales          |
| 9  | AUS | CS    | Dylan Wenzel-Halls     |
| 10 | AUS | KP    | Steven Lustica         |
| 11 | AUS | CS    | Connor Pain            |
| 12 | AUS | V     | Dalibor Markovic       |
| 14 | AUS | KP    | James Troisi           |
| 17 | AUS | V     | Ben Garuccio           |
| 19 | AUS | V     | Josh Risdon            |
| 21 | AUS | KP    | Sebastian Pasquali     |
| 23 | ITA | KP    | Alessandro Diamanti () |

| #  |     | Poszt | Név                   |
| -- | --- | ----- | --------------------- |
| 25 | AUS | KP    | Luke Duzel            |
| 26 | AUS | KP    | Nicolas Milanovic     |
| 27 | AUS | V     | Jacob Tratt           |
| 31 | AUS | KP    | Adisu Bayew           |
| 33 | AUS | V     | Ben Collins           |
| 34 | AUS | KP    | Christian Theoharous  |
| 36 | AUS | V     | Ajak Deu              |
| 37 | AUS | K     | Ryan Scott            |
| 38 | AUS | CS    | Noah Botic            |
| 42 | AUS | KP    | Rhys Bozinovski       |
| 44 | AUS | V     | Nikolai Topor-Stanley |
| 49 | AUS | CS    | Jake Najdovski        |
| 88 | AUS | KP    | Neil Kilkenny         |
| 99 | SRB | CS    | Aleksandar Prijović   |

## Csapatkapitányok
| Név                 | Évek  |
| ------------------- | ----- |
| Alessandro Diamanti | 2019– |